# Colonia del Carmen

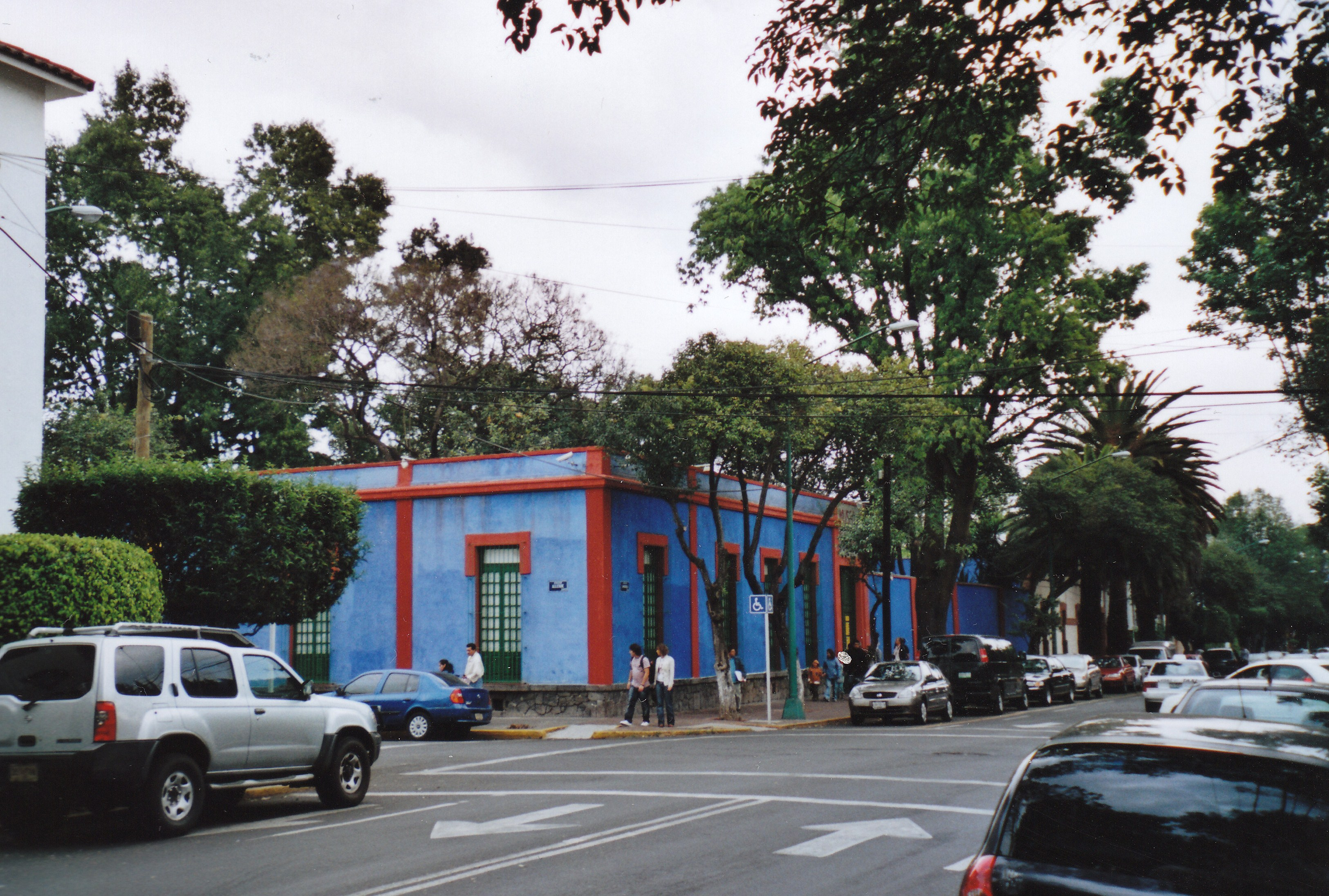
Casa Azul

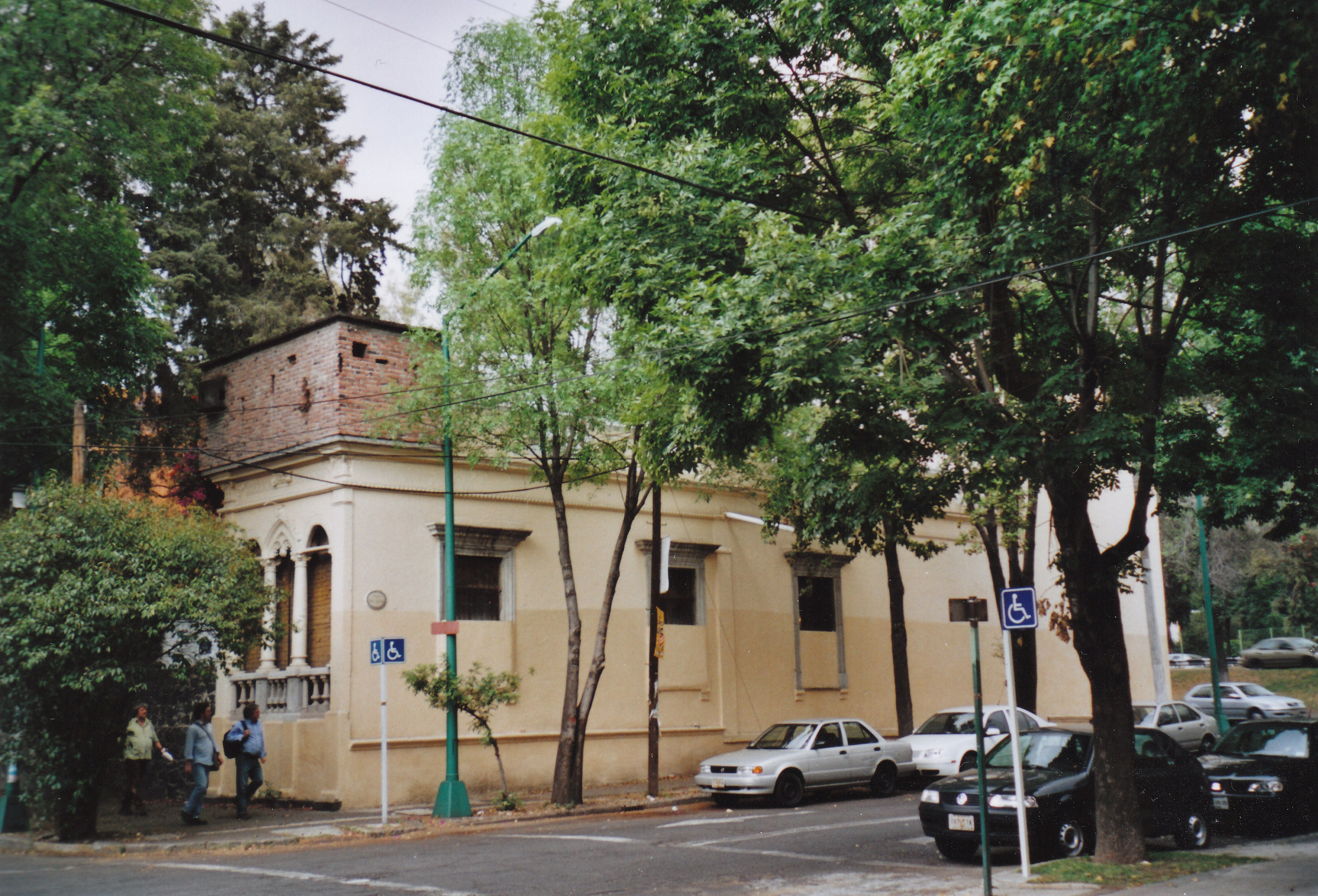
Das festungsartig angelegte Haus, in dem Trotzki ermordet wurde

Die Colonia del Carmen ist einer von 151 Wohnbezirken (spanisch: colonias) in der Delegación Coyoacán in Mexiko-Stadt und gilt als eines der malerischsten Viertel von Coyoacán.

## Lage
Die Colonia del Carmen erstreckt sich schwerpunktmäßig zwischen der Avenida Universidad im Westen und der Avenida División del Norte im Osten sowie der Avenida Río Churubusco im Norden und den Avenidas Guillermo Pérez Valenzuela, Francisco Sosa und Miguel Hidalgo im Süden.

## Sehenswürdigkeiten
Der touristische Hauptanziehungspunkt des Viertels ist das unter Nummer 247 der Calle Londres gelegene Blaue Haus (Casa Azul), in dem Frida Kahlo geboren wurde, lebte, wirkte und starb.
Nur einen Block weiter westlich befindet sich auf der Südseite derselben Straße die Sportanlage La Fragata mit Eingang in der Calle Abasolo (Nummer 123). Das Gelände dient unter anderem als Trainingsplatz der Pumas Coyoacán, einer Nachwuchsmannschaft des ebenfalls in Coyoacán beheimateten Profifußballvereins UNAM Pumas.
Drei Blocks weiter südlich befindet sich der Mercado del Carmen an der Calle Malitzin (Eingang unter Nummer 199).
Östlich des Marktes, und von diesem nur durch die dazwischen verlaufende Calle Ignacio Allende getrennt, befindet sich der Parque Allende, in dem sich an jedem Wochenende Maler treffen, um ihre Bilder zum Verkauf anzubieten.
An der nördlichen Grenze des Viertels befindet sich das Museo Casa de León Trotsky unter Nummer 410 der Avenida Río Churubusco, an der östlichen Grenze das Teatro Ramiro Jiménez unter Nummer 2545 der Avenida División del Norte, an der südlichen Grenze das Museo Nacional de las Culturas Populares unter Nummer 289 der Avenida Miguel Hidalgo und im Westen die weitläufige Parkanlage Viveros de Coyoacán.

## Geschichte
Die Colonia del Carmen wurde am 13. Oktober 1890 auf dem Gebiet der ehemaligen Hacienda de San Pedro gegründet, die dem deutschen Kaufmann Sigismund Wolff Löwenstein gehörte, der sich Ende der 1860er-Jahre in Coyoacán niedergelassen hatte und über ausgedehnten Grundbesitz verfügte. Der Name des neuen Viertels wurde zu Ehren der Ehefrau des damals amtierenden Staatsoberhauptes Porfirio Díaz, Carmen Romero Rubio de Díaz, vergeben.